# Allium anceps
Allium anceps, twinleaf onion y Kellogg's onion, es una especie de planta bulbosa del género Allium, perteneciente a la familia de las amarilidáceas, del orden de las Asparagales. Originaria de América del Norte. 

## Descripción
Tiene un bulbo de 15-20 mm, ovoide; capa externa ± amarillo-marrón, alargada lateralmente. La inflorescencia con 15-35 flores; con pedicelo de 15 - 30 mm; perianto  ± rosa, verde con vetas. Tiene un número de cromosomas de: n = 7.

## Taxonomía
Allium anceps fue descrita por  Albert Kellogg y publicado en Proceedings of the California Academy of Sciences 2: 109, f. 32, en el año 1863.
Etimología
Allium: nombre genérico muy antiguo. Las plantas de este género eran conocidos tanto por los romanos como por los griegos. Sin embargo, parece que el término tiene un origen celta y significa "quemar", en referencia al fuerte olor acre de la planta. Uno de los primeros en utilizar este nombre para fines botánicos fue el naturalista francés Joseph Pitton de Tournefort (1656-1708).
anceps: epíteto latino que significa "comprimido con dos filos".